# Revancha ya
Revancha ya (en inglés: Do Revenge) es una película de humor negro estadounidense de 2022 dirigida Jennifer Kaytin Robinson, quien la escribió junto con Celeste Ballard. Esta protagonizada por Camila Mendes, Maya Hawke, Rish Shah, Sophie Turner, y Austin Abrams. La trama se inspiró en Strangers on a Train de Alfred Hitchcock. La película se estrenó en Netflix el 16 de septiembre de 2022.

## Argumento
Dos estudiantes de secundaria, Drea y Eleanor, tienen sus vidas alteradas y son rechazadas por su escuela secundaria. Después de que se filtró un video en topless de sí misma originalmente destinado solo para su novio Max, Drea siente vergüenza. Eleanor se convierte en una marginada cuando comienza a correr el rumor de que sujetó a Carrissa e intentó besarla. Drea y Eleanor forman una amistad y acuerdan perseguir a los acosadores de la otra.

## Reparto
- Camila Mendes como Drea Torres
- Maya Hawke como Eleanor Levetan/Nora Cutler
- Austin Abrams como Max Broussard
- Rish Shah como Russ Lee
- Talia Ryder como Gabbi Broussard
- Ava Capri como Carissa Jones
- Alisha Boe como Tara Scott
- Jonathan Daviss como Elliot Tanners
- Maia Reficco como Montana Ruiz
- Paris Berelc como Meghan
- Sophie Turner como Erica Norman
- Sarah Michelle Gellar como la directora[3][4]
- Rachel Matthews como Allegra
- Eliza Bennett como Jessica
- Francesca Reale como Ariana
- Olivia Sui como Sage

## Producción

### Casting
El 14 de octubre de 2020, se informó que Netflix estaba desarrollando la película, en ese entonces titulada Strangers. Jennifer Kaytin Robinson coescribió y dirigió la película, y se inspiró en Strangers on a Train de Alfred Hitchcock. En noviembre de 2020, se informó que Camila Mendes y Maya Hawke protagonizarían la película. Se anunciaron miembros adicionales del reparto a principios de 2021.

### Filmación
La fotografía principal estaba programada para realizarse en Los Ángeles a principios de 2021. La filmación terminó en agosto de 2021.

## Estreno
La película se estrenó en Netflix el 16 de septiembre de 2022.

## Crítica
En Rotten Tomatoes, a octubre de 2022, Revancha había alcanzado un puntaje de la crítica profesional de 84% y de 77% de la audiencia. Meara Isenberg de CNET la encontró «sosa».  Cecilia de la Serna de The Objective, en cambio, opinó que "engancha."  Auguste Meyrat de The Federalist opinó que si bien los personajes se comportan como sociópatas, la trama los condona, por «su sexo, raza, y situación socioeconómica».